# Unione Sportiva Trapanese 1912
Questa pagina raccoglie i dati riguardanti il Trapani Calcio nelle competizioni ufficiali della stagione 1912.

## Stagione
Nell'anno 1912 l'Unione Sportiva Trapanese disputa il derby con la Liljbeum Marsala il 7 gennaio. Successivamente avviene il primo incontro "internazionale" con una formazione britannica selezionata dall'equipaggio di una nave in quel periodo ancorata nel porto di Trapani.

## Divise
Il colore sociale dell'Unione Sportiva Trapanese è il verde.
| Manica sinistra · Maglietta · Maglietta · Manica destra · Pantaloncini · Calzettoni |

## Rosa[1]
| N. |                   | Ruolo | Calciatore     |
| -- | ----------------- | ----- | -------------- |
| 1  | Italia (bandiera) | P     | Carignani      |
| 2  | Italia (bandiera) | D     | Piazza         |
| 3  | Italia (bandiera) | D     | Giulio Messina |
| 4  | Italia (bandiera) | D     | Jara           |
| 5  | Italia (bandiera) | D     | Baudo          |

| N. |                   | Ruolo | Calciatore           |
| -- | ----------------- | ----- | -------------------- |
| 6  | Italia (bandiera) | C     | Benedetto Pappalardo |
| 7  | Italia (bandiera) | C     | Giacomo Pappalardo   |
| 8  | Italia (bandiera) | C     | Ronco                |
| 9  | Italia (bandiera) | A     | Giuseppe Messina     |
| 10 | Italia (bandiera) | A     | La Barbera           |
| 11 | Italia (bandiera) | A     | Mazarese             |

## Competizioni

### Amichevoli
| Trapani 7 gennaio 1912 | Unione Sportiva Trapanese | 4 – 1 | Liljbeum Marsala | Palestra di Via Spalti |

| Arbitro: | Ingham (Marsala) |

|  |           |                    |
|  | Marcatori | Giuseppe Messina ? |

| Arbitro: | Giuseppe Carpitella (Trapani) |

|                                |           |  |
| Giacomo Pappalardo Baudo Ronco | Marcatori |  |

| Arbitro: | Giuseppe Carpitella (Trapani) |

|                                    |           |   |
| Ronco Mazzarese Giacomo Pappalardo | Marcatori | ? |